# Lutz Plümer
Lutz Plümer (* 20. Januar 1951 in Rinteln) ist Professor für Geoinformation am Institut für Geodäsie und Geoinformation an der Universität Bonn.

## Politik
Die siebziger Jahre verbrachte Lutz Plümer neben einem Studium der Erziehungswissenschaften, Philosophie und Soziologie an der Universität Hamburg hauptsächlich mit politischer Tätigkeit. Er war Mitglied der „Sozialistischen Studenten Gruppe“ (SSG), des Kommunistischen Bundes Westdeutschland und später auch Funktionär des KBW, für den er bei der Bundestagswahl 1976 unter der Berufsbezeichnung „Lagerist“ kandidierte. Im April 1980 nahm Lutz Plümer auf Einladung der ZANU als Vertreter des KBW an den Feiern zur Unabhängigkeit von Simbabwe teil. Im Jahr 1980 war er leitender Redakteur des KBW-Zentralorgans Kommunistische Volkszeitung (KVZ), für das er ebenso wie auch für das theoretische Organ Kommunismus und Klassenkampf (KuK) einige Artikel verfasste. Bei der Spaltung des KBW stand er auf der Seite der Schmierer-Fraktion des Zentralen Komitee, dem er damals angehörte.

## Karriere
Lutz Plümer promovierte 1989 nach einem Studium der Informatik an der Universität Dortmund dort zum Dr. rer. nat.
1994 wurde er für das Fach Informatik an der  Universität Bonn habilitiert. Von 1997 bis 1999 hatte er eine Professur für Umweltwissenschaften mit dem Schwerpunkt Informatik an der Hochschule Vechta inne. Von 1999 bis zu seiner Emeritierung im Jahr 2016 war er Professor für Geoinformation an der Rheinischen Friedrich-Wilhelms-Universität Bonn und lehrte und forschte im Studiengang Geodäsie und Geoinformation. Seit 2019 lehrt und forscht er an der Southwest Jiaotang University (SWJTU) in Chengdu in China und leitet als Dekan die Faculty of Geosciences and Environmental Engineering (FGEE) mit dem Ziel, eine internationale Modell-Fakultät aufzubauen.

## Veröffentlichungen
- Positionen der Friedensbewegung. Die Auseinandersetzung um den US-Mittelstreckenraketenbeschluß. Dokumente, Appelle, Beiträge, hrsg. von Lutz Plümer. Frankfurt am Main (Sendler) 1981
- Termination proofs for logic programs, Berlin (Springer) 1990
- Geoinformation – neue Medien für eine neue Disziplin, hrsg. von Lutz Plümer und Hartmut Asche, Heidelberg (Wichmann) 2004